# Epacanthaclisis maculosa
Epacanthaclisis maculosa är en insektsart som först beskrevs av C.-k. Yang 1986.  Epacanthaclisis maculosa ingår i släktet Epacanthaclisis och familjen myrlejonsländor. Inga underarter finns listade i Catalogue of Life.